# 委陵菊
委陵菊（学名：Dendranthema potentilloides）为菊科菊属的植物，是中国的特有植物。分布在中国大陆的山西、西北、陕西等地，生长于海拔600米至1,530米的地区，见于低山丘陵地，目前已由人工引种栽培。